# Lemoncourt
Lemoncourt es una comuna francesa situada en el departamento de Mosela, en la región de Gran Este.

## Demografía
| 86 | 81 | 77 | 62 | 62 | 59 | 65 |
| Para los censos de 1962 a 1999 la población legal corresponde a la población sin duplicidades (Fuente: INSEE [Consultar]) |    |    |    |    |    |    |